# Técnico em eletrônica

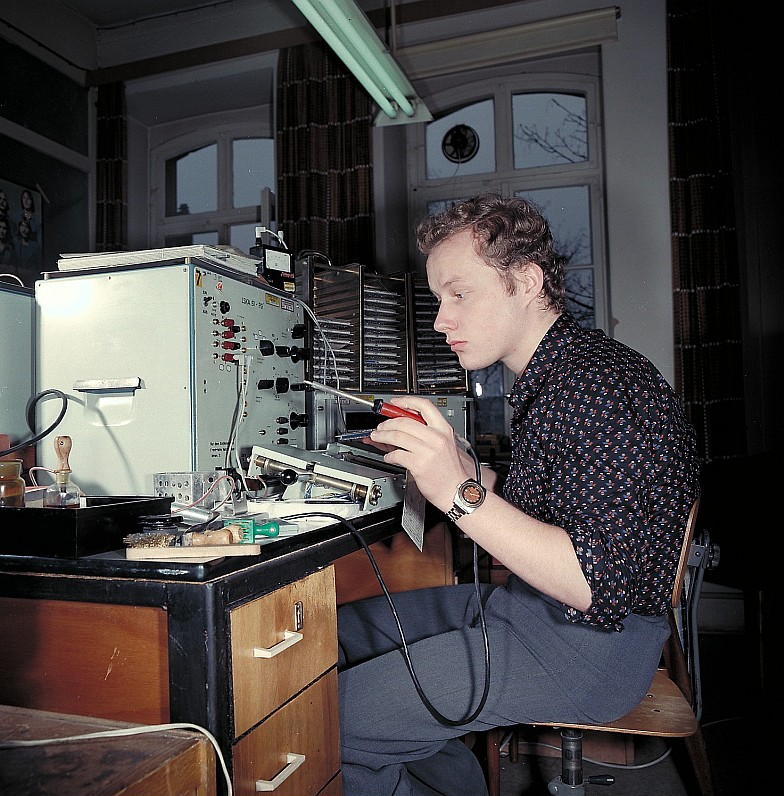
Um técnico durante o trabalho

Técnicos em eletrônica ajudam a projetar, desenvolver, testar, fabricar, instalar e reparar equipamentos elétricos e eletrônicos, como equipamentos de comunicação, dispositivos de monitoramento médico, equipamentos de navegação e computadores. Eles podem ser empregados na avaliação e teste de produtos, usando dispositivos de medição e diagnóstico para ajustar, testar e reparar equipamentos. Os técnicos em eletrônica também podem trabalhar como vendedores ou representantes de campo para fabricantes, atacadistas ou varejistas dando conselhos sobre a instalação, operação e manutenção de equipamentos complexos e podem escrever especificações e manuais técnicos. Técnicos em eletrônica representam mais de 33% de todos os técnicos de engenharia nos Estados Unidos. Em 2009, havia mais de 160 mil técnicos em eletrônica empregados no país. Esses técnicos são credenciados por organizações como a Electronics Technicians Association (ETA) ou International Society of Certified Electronics Technicians (ISCET).

## Perspectivas de carreira
A demanda por empregos nas áreas de engenharia eletrônica e serviços é o resultado de uma recente proliferação de produtos eletrônicos de consumo e industriais. O projeto, instalação, serviço e manutenção deste equipamento criaram oportunidades de emprego significativas na indústria eletrônica.
Atividades típicas relacionadas ao trabalho podem envolver:
- Projeto
- conjunto
- instalação
- manutenção
- testagem
- solução de problemas
- reparo
- modernização de equipamentos e sistemas eletrônicos associados.

As oportunidades de trabalho para tecnólogos e técnicos eletricistas e eletrônicos estão aumentando porque muitas indústrias usam produtos e sistemas eletrônicos. Os principais setores são telecomunicações, áudio/vídeo, computação, robótica, conversão e eficiência de geração de energia, transmissão e distribuição de energia e fabricação de equipamentos elétricos. As oportunidades de emprego para técnicos de eletrônica variam e são amplamente baseadas em suas áreas de especialização. Por exemplo, acredita-se que o crescimento do emprego para técnicos de eletrônica em áreas como robótica, conversão de energia e geração de energia tenha crescido 5% entre 2010 e 2020.